# Comunicación interestelar
La comunicación interestelar es la transmisión de señales entre sistemas planetarios. El envío de mensajes interestelares es potencialmente mucho más fácil que el viaje interestelar, siendo posible con las tecnologías y equipos actualmente disponibles. Sin embargo, las distancias de la Tierra a otros sistemas potencialmente habitados introducen retrasos prohibitivos, asumiendo las limitaciones de la velocidad de la luz. Incluso una respuesta inmediata a las comunicaciones por radio enviadas a estrellas a decenas de miles de años luz de distancia tardaría muchas generaciones humanas en ser recibida.

## Radio
El proyecto SETI ha estado realizando durante las últimas décadas una búsqueda de señales transmitidas por vida extraterrestre ubicada fuera del Sistema Solar, principalmente en las frecuencias de radio del espectro electromagnético. Se ha prestado especial atención al llamado Pozo de agua, la frecuencia de una de las líneas de absorción del hidrógeno neutro, debido al bajo ruido de fondo en esta frecuencia y su asociación simbólica con la base de lo que probablemente sea el sistema bioquímico más común.
Se pensó brevemente que los pulsos de radio regulares emitidos por los púlsares eran potenciales señales inteligentes. El primer púlsar que se descubrió se designó originalmente como "LGM-1", por Little Green Men ("pequeños hombres verdes"). Sin embargo, rápidamente se determinó que eran de origen natural.
También se han hecho varios intentos para transmitir señales a otras estrellas. Uno de los primeros y más famosos fue el mensaje de radio de 1974 enviado desde el radiotelescopio más grande del mundo, el Radiotelescopio de Arecibo en Puerto Rico. Consistió en un mensaje extremadamente simple dirigido a un cúmulo globular de estrellas en la Vía Láctea, conocido como M13, a una distancia de 30.000 años luz del Sistema Solar. Sin embargo, una posible respuesta tardaría dos veces el tiempo de vuelo, es decir, decenas de años (estrellas cercanas) o unos 60.000 años (M13).

## Otros métodos

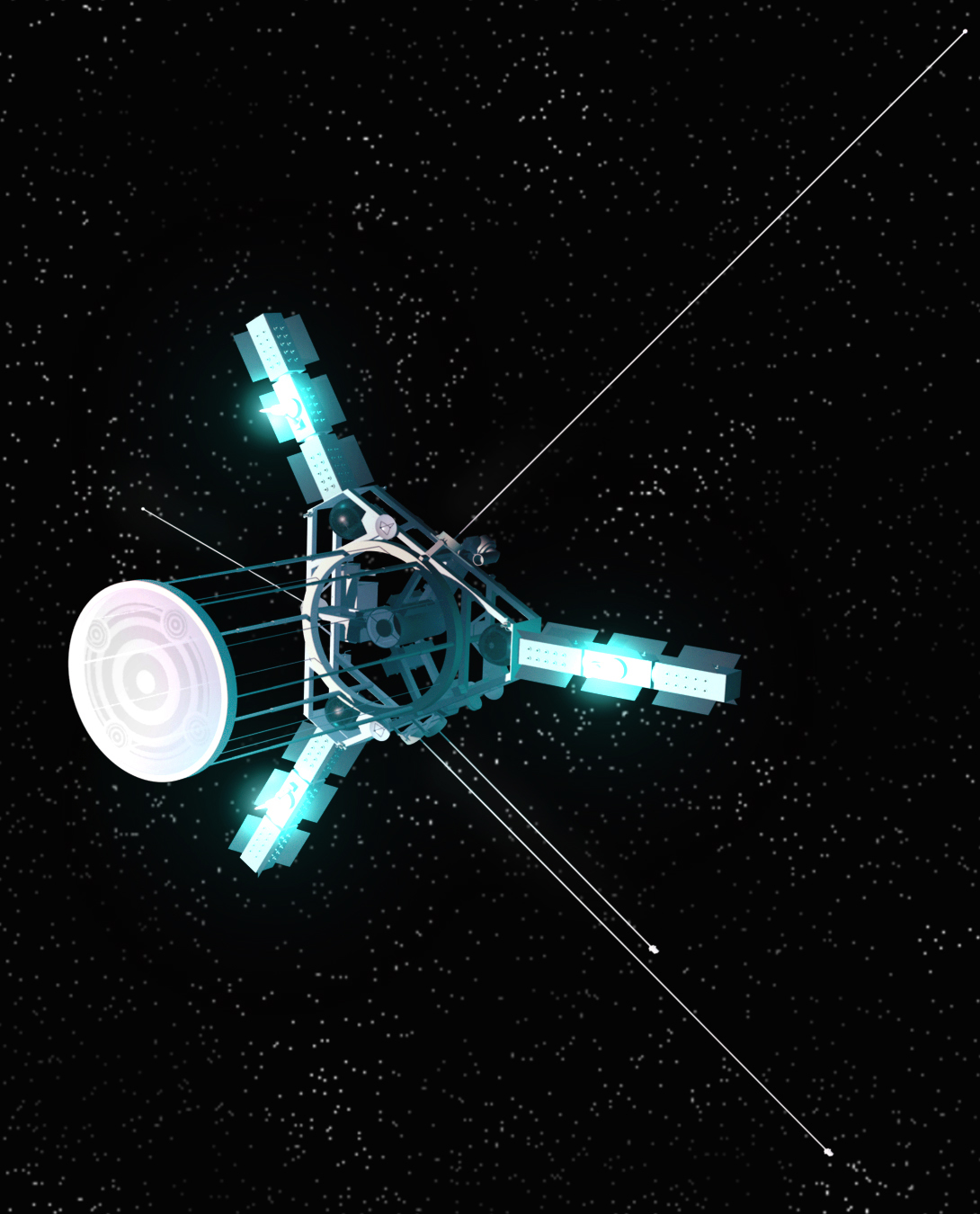
La misión Vision de la NASA para el Explorador Interestelar Innovador consideró el uso de comunicación por láser óptico, al igual que la sonda TAU de la década de 1980.

También se ha propuesto que señales de mayor frecuencia, como los láseres que operan en frecuencias de luz visible, pueden resultar un método muy útil de comunicación interestelar. Esto se debe a que, a una frecuencia determinada, se necesita una energía de salida sorprendentemente pequeña para que un emisor láser logre eclipsar a su estrella local, desde la perspectiva de su objetivo.
Se han propuesto otros métodos de comunicación interestelar más exóticos, como los neutrinos modulados o las emisiones de ondas gravitatorias. Estos métodos tendrían la ventaja de ser esencialmente inmunes a la interferencia de la materia intermedia.
El envío de paquetes de correo físico entre estrellas puede resultar óptimo para muchas aplicaciones. Si bien es probable que los paquetes estén limitados a velocidades muy por debajo de la velocidad de la luz (lo que resulta en una latencia muy alta), la cantidad de información que podría codificarse en solo unas pocas toneladas de materia física podría compensar con creces en cuanto a ancho de banda promedio.
Ronald N. Bracewell sugirió por primera vez la posibilidad de usar sondas interestelares como mensajeros para la comunicación interestelar, conocidas como sondas Bracewell, en 1960. La viabilidad técnica de este enfoque fue demostrada por el Proyecto Daedalus, un estudio de naves estelares de la Sociedad Interplanetaria Británica en 1978.
A partir de 1979, Robert Freitas argumentó que las sondas espaciales físicas proporcionan un modo de comunicación interestelar superior a las señales de radio. Posteriormente realizó búsquedas telescópicas de tales sondas en 1979 y 1982.